# ميكاثارا
ميكاثارا هي بلدة، في أستراليا، تقع في أستراليا الغربية، هي عاصمة Shire of Meekatharra ‏، بلغ عدد سكانها 708  نسمة وذلك حسب إحصائيات سنة 2016، رمزها البريدي هو 6642.

## المناخ
يظهر الجدول التالي التغييرات المناخية على مدار السنة لميكاثارا:
| البيانات المناخية لـميكاثارا      | البيانات المناخية لـميكاثارا | البيانات المناخية لـميكاثارا | البيانات المناخية لـميكاثارا | البيانات المناخية لـميكاثارا | البيانات المناخية لـميكاثارا | البيانات المناخية لـميكاثارا | البيانات المناخية لـميكاثارا | البيانات المناخية لـميكاثارا | البيانات المناخية لـميكاثارا | البيانات المناخية لـميكاثارا | البيانات المناخية لـميكاثارا | البيانات المناخية لـميكاثارا | البيانات المناخية لـميكاثارا |
| الشهر                             | يناير                        | فبراير                       | مارس                         | أبريل                        | مايو                         | يونيو                        | يوليو                        | أغسطس                        | سبتمبر                       | أكتوبر                       | نوفمبر                       | ديسمبر                       | المعدل السنوي                |
| --------------------------------- | ---------------------------- | ---------------------------- | ---------------------------- | ---------------------------- | ---------------------------- | ---------------------------- | ---------------------------- | ---------------------------- | ---------------------------- | ---------------------------- | ---------------------------- | ---------------------------- | ---------------------------- |
| الدرجة القصوى °م (°ف)             | 47.1 (116.8)                 | 45.5 (113.9)                 | 44.5 (112.1)                 | 40.6 (105.1)                 | 36.0 (96.8)                  | 29.0 (84.2)                  | 29.2 (84.6)                  | 32.6 (90.7)                  | 37.7 (99.9)                  | 41.0 (105.8)                 | 42.6 (108.7)                 | 46.0 (114.8)                 | 47.1 (116.8)                 |
| متوسط درجة الحرارة الكبرى °م (°ف) | 38.3 (100.9)                 | 36.7 (98.1)                  | 34.2 (93.6)                  | 29.3 (84.7)                  | 23.8 (74.8)                  | 19.7 (67.5)                  | 19.1 (66.4)                  | 21.5 (70.7)                  | 25.7 (78.3)                  | 29.8 (85.6)                  | 33.3 (91.9)                  | 36.5 (97.7)                  | 29.0 (84.2)                  |
| متوسط درجة الحرارة الصغرى °م (°ف) | 24.4 (75.9)                  | 23.8 (74.8)                  | 21.3 (70.3)                  | 17.1 (62.8)                  | 12.1 (53.8)                  | 8.8 (47.8)                   | 7.4 (45.3)                   | 8.6 (47.5)                   | 11.5 (52.7)                  | 15.3 (59.5)                  | 18.8 (65.8)                  | 22.1 (71.8)                  | 15.9 (60.6)                  |
| أدنى درجة حرارة °م (°ف)           | 12.2 (54.0)                  | 12.3 (54.1)                  | 10.3 (50.5)                  | 5.7 (42.3)                   | 1.7 (35.1)                   | 0.4 (32.7)                   | −0.2 (31.6)                  | 0.0 (32.0)                   | 3.0 (37.4)                   | 4.3 (39.7)                   | 8.0 (46.4)                   | 11.1 (52.0)                  | −0.2 (31.6)                  |
| الهطول مم (إنش)                   | 29.7 (1.17)                  | 36.9 (1.45)                  | 29.9 (1.18)                  | 18.9 (0.74)                  | 22.1 (0.87)                  | 29.6 (1.17)                  | 20.8 (0.82)                  | 10.8 (0.43)                  | 4.4 (0.17)                   | 6.1 (0.24)                   | 12.0 (0.47)                  | 14.5 (0.57)                  | 237.9 (9.37)                 |
| متوسط أيام هطول الأمطار           | 4.5                          | 4.6                          | 4.5                          | 4.1                          | 4.4                          | 6.0                          | 5.4                          | 3.6                          | 1.9                          | 1.7                          | 2.5                          | 3.2                          | 46.4                         |
| المصدر:                           |                              |                              |                              |                              |                              |                              |                              |                              |                              |                              |                              |                              |                              |